# Estação Congosto
Congosto é uma estação da Linha 1 do Metro de Madrid (Espanha). Esta localizada nas ruas Peña Sorrapia e La Sierra de Mira. Possui duas saídas. 

## História
Foi inaugurada quando da ampliação da Linha 1 ocorrida em 1995-1998 desde a estação Miguel Hernández até a estação de Congosto. A estação entrou em operação em 7 de março de 1999.